# Nancy Binns Reed
Nancy Binns Reed (Palo Alto (Californië), 11 december 1924 – Burke (Virginia), 26 februari 2000) was een Amerikaans componiste, librettiste en kunstschilderes.

## Levensloop
Reed was een veelzijdig kunstenaar: componiste, librettiste en kunstschilderes. Als componiste is zij vooral bekend vanwege het gezamenlijke auteurschap met Donald Howard Koplow voor de popsong Oh, Happy Day, uit 1952, maar ook voor haar klassieke werken zoals The Blue Opera - Seven Mythical Hells. Zij schreef rond 250 composities, waaronder ook musicals, kamermuziek en orkestwerken.
Zij was gehuwd met Ogden Cartwright Reed, ook een muzikant en arrangeur.
Nancy Binns Reed werd meerdere malen onderscheiden met de American Society of Composers, Authors and Publishers (ASCAP) Award.

## Composities

### Werken voor orkest
- 1980 The Ugly duckling, symfonische suite voor orkest
- 1981 Peppermints in the parlor
- 1984 Pacific sketches
- 1992 Alaska Symphony
- 1996 Halloween suite, voor kamerorkest (identiek met het gelijknamige werk voor harmonieorkest)
- Wind on the river

### Werken voor harmonieorkest
- 1978 Halloween suite, voor harmonieorkest
- 1990 Dragon divertimento, voor koperkwintet en harmonieorkest
- 1990 Frank Rowley's rally, voor harmonieorkest
- Civilian March, voor harmonieorkest

### Muziektheater

#### Opera's
| Voltooid in | titel                                 | aktes   | première | libretto         |
| ----------- | ------------------------------------- | ------- | --- | ---------------- |
| 1989        | The Blue Opera - Seven Mythical Hells | 2 aktes | 17 oktober 1997, Annandale (Virginia), Richard J. Ernst Community Cultural Centre Theatre of Northern Virginia Community College | van de componist |
|             | Ali Baba Opera                        | 2 aktes | Arlington, Opera Theatre of Northern Virginia                                                                                    | van de componist |

#### Musicals
| Voltooid in | Titel                    | Uitvoeringen | Première | Libretto         | Verdere liedteksten | Choreografie |
| ----------- | ------------------------ | ------------ | -------- | ---------------- | ------------------- | ------------ |
| 1976        | Tocqueville!             |              |          | Mary Gail Koisch | Mary Gail Koisch    |              |
| 1987        | Viva leche!              |              |          | Mary Gail Koisch | Mary Gail Koisch    |              |
| 1993        | David, David Jesse's son |              |          |                  |                     |              |

### Werken voor koren
- 1987 Gabriel play that silver sound, voor trompet en gemengd koor

### Vocale muziek
- 1952 Oh, Happy Day (samen met Donald Howard Koplow)
- 1979 It's Seven Eleven
- At Green Elementary School we grow
- I'll find heaven
- Someday

### Kamermuziek
- 1985 Cross-country muse, voor dwarsfluit, klarinet, trompet en trombone
- 1985 Royalty revisited, voor strijkkwartet
- 1988 The Long weekend, voor strijkkwartet
- 1993 Saxophone quartet for a rainy afternoon, voor saxofoonkwartet

### Werken voor piano
- 1989 Rosie song without words

## Publicaties
- Le Conte Du Lion De Heidelberg, Éditions Naaman, Sherbrooke Qc, 1974. ISBN 2-8904-0251-7
- The magic gourds; a Korean folktale, Seoul (Korea): Sahm-Bo Pub. Corp., 1969. 23 p.
- The sun and the moon a Korean folktale, Seoul (Korea): Sahm-Bo Pub. Corp., 21 p.